# 10 mm Auto
10mm Auto metak (10 × 25 mm, službena C.I.P. nomenklatura: 10 mm Auto, službena nomenklatura SAAMI: 10 mm Automatic) je iznimno snažan metak za pištolje koji je prvi projektirao Amerikanac Jeff Cooper, uveo ga 1983. godine s pištoljem Bren Ten. Dizajn su usvojili, a kasnije ga i proizveli proizvođači municije FFV Norma AB iz Åmotforsa, Švedska. 10mm Auto metak smatra se snažnijim od 9mm Para, 45 ACP-a i .357 S&W Magnum metka. 
Iako ga je 1989. odabrao za službu Federalni Biro Istrage (FBI), nakon napada na FBI u pucnjavi Miami-Dade 1986., metak su povukli iz službe (osim u FBI-u i u policijskim SWAT i HRT grupama) nakon što je obuka za vatreno oružje FBI-a na kraju zaključila da je trzaj prilikom paljbe bio prejak za prosječnog FBI-jevca i policajca. i da su pištolji za 10mm metak bili preveliki. 
Ova pitanja dovela su do zamjene kraćom verzijom od 10 mm koja danas poznata kao .40 Smith i Wesson metak, i iako 10 mm nikad nije postigao široki uspjeh ove kompaktnije i lakše varijante, još uvijek postoje entuzijastične grupe i ljubitelji kalibra 10mm i metka 10mm Auto, u policiji i vojsci.

## Povijest
Metak 10 mm Auto prvotno je izradio i zastupao potpukovnik John Dean "Jeff" Cooper, a naziva se ".40 Super" (da se ne miješa s .40 Super patronom razvijenom 1996.). Zamišljen je da bude pištolj srednje brzine s boljom vanjskom balistikom (tj. većom energijom nad većim dometom) od .45 ACP kalibra i može imati veću zaustavnu snagu od 9 × 19 mm Parabellum. 
Kad je FFV Norma AB (sada Norma Precision AB) dizajnirao uložak po nalogu Dornaus & Dixon Enterprises, Inc., za njihov pištolj Bren Ten (novorazvijeni pištolj s dizajnom po osnovi Čehoslovačkog 75), tvrtka je odlučila povećati snagu Cooperovog izvornog koncepta. Dobiveni metak koji je predstavljen 1983. godine i proizveden od tada vrlo je moćan, zadržavajući ravnu putanju zrna u zraku i visoku energiju za vrlo kratki, fleksibilan metak bez oboda. Čahura je izvedena iz .30 Remington puške .30 Remington, stijenke ispravljene tako da prihvate metak istog promjera kao i mnogo stariji .38-40 Winchester. 
Jedno od prvih pitanja s njegovim ranim prihvaćanjem i prosperitetom bilo je u vezi problema s kvalitetom kao rezultat žurne proizvodnje kako bi se zadovoljile brojne (neke čak i zadane) predbilježbe pištolja u kojem je prvotno bio zaokružen za: Bren ten. Primjer su neobične okolnosti oko distribucije pištolja pri njegovom primarnom puštanju, što je dovelo do niza početnih Bren tensova poslanih trgovcima i kupcima bez šaržera (sami šaržeri imali su komplikacija). Razmjerno visoka cijena Bren ten-a u usporedbi s drugim pištoljima tog vremena (proizvođačeva pretpostavljena maloprodajna cijena 1986. iznosila je 500 USD u toj godini) bio je još jedan faktor njegovog prestanka proizvodnje i tvrtka je na kraju bila prisiljena proglasiti bankrot, prestajući s radom u 1986. nakon samo tri godine nedosljedne, nestandardne proizvodnje. Da nije bilo Coltove tvrtke za proizvodnju patenta za vatreno oružje 1987. godine, i neočekivane odluku o izvlačenju njihovog pištolja Delta Elite (10 mm automatska verzija M1911), a kasnije, FBI je usvojio kalibar 1989. godine, uložak bi možda potonuo zastario, postajući opskurna fusnota u povijesti vatrenog oružja.
Zbog medijske promocije televizijskoj seriji Poroci Miamija, gdje je jedan od glavnih protagonista pištolj koristio kao svoje glavno oružje, potražnja za Bren tenom povećala se nakon što je proizvodnja prestala. U sljedećih pet godina cijene standardnog modela porasle su na više od 1400 američkih dolara, a originalni šaržeri prodavali su se za više od 150 dolara.
FBI je kratko ispitao u realnim uvjetima 10mm Auto pomoću Colt M1911 i Thompson Model 1928 automatsku pušku prije usvajanja Smith &amp; Wesson Model 1076 1990; inačicu modela 1026 s kratkom cijevi sa sigurnosnim blokadom i potpornom blokadom sigurnosnih blokova, koji je zamijenio samo okvir za podešavanje okvira. Potpisan je ugovor s tvrtkom Heckler & Koch za proizvodnju količine specijaliziranog MP5 koji koristi patronu, označene MP5 / 10 za upotrebu u njihovom timu za spašavanje talaca i timu za specijalno oružje i taktiku. Od 1994. godine, obje jedinice i danas koriste ovo oružje i kalibar.   
Tijekom testiranja kalibra 1988. godine, odlučeno je da je komercijalno opterećenje 10mm Auto najbolji raspoloživi šaržer za poluautomatski pištolj za uporabu policije, ali radi pretjerani trzaj za većinu agenata. Nakon toga provedeni su pokusi i nastala je specifikacija za municiju sa smanjenim trzajem. Zahtjev je kasnije poslan na proizvodnju Federal Premium Ammuntion-u i uslijedila je daljnja revizija. To je postalo poznato pod nazivom "10mm Lite" ili "10mm FBI" teret, koji je i danas uobičajen kod različitih proizvođača. Budući da se pri lakšem opterećenju povećava problem pouzdanosti pištolja,:60 Smith i Wesson primijetili su da se inačica kućišta od 10 mm smanjila na 22 milimetra u odnosu na izvornih 25 mm 
kako bi se mogli napraviti sa zadržanim parametrima performansi "10 mm Lite". Ovaj izmijenjeni šaržer dobio je naziv .40 Smith & Wesson. Kraće kučište je dopuštalo uporabu u pištoljima dizajniranim sličnim dimenzijama kao u komori u 9 mm Lugeru, s tim što su pucači manjih ruku sada mogli imati poluautomatske pištolje manjeg okvira s gotovo ili u nekim slučajevima točno 10 mm performansi. Kolokvijalno nazvan "četrdeset kal" i drugim sinonimima, ova je inovacija od tada postala uobičajena puška s pištoljem među policijskim agencijama i civilima u Sjedinjenim Državama, dok je matični 10 mm Auto i dalje prilično popularan. Colt, Dan Wesson Firearms, Glock, Springfield Armory, Kimber Manufacturing, Nighthawk Custom, Smith & Wesson, STI International, Armscor i Tanfoglio još uvijek nude pištolje u 10 mm automatskom pogonu. U 2015. godini, SIG Sauer ušao je na tržište 10 mm sa svojim modelom P220 komornim u 10 mm. Ruger je sredinom 2017. predstavio 10 mm automatski model u svojoj popularnoj liniji SR1911, a slijedili su ih njihovi Blackhawk, Redhawk i 10mm GP100 Match Champion te Wiley Clapp u 2018. godini. Springfield Armory započeo je 2019. proizvodnjom XDM komora u 10 mm. 

## Dimenzije metka
10 mm Auto maksimalne dimenzije CIP standarda.
Auto 10mm ima 1,56 mililitara (24,1 zrna HO ) kapacitet kućišta uloška. 
Uobičajena brzina uvijanja za ovaj spremnik je 406,40 mm (1 od 16 inča), 6 žljebova, Ø zemlje = 9,91 mm (.390.) in), Ø utori = 10,17 mm (.4005.) in), a širina zemljišta = 3,05   mm (.120   u). Koristi se veliki temeljni premaz pištolja.   
Odluke Commission Internationale Permanente pour l'Epreuve des Armes à Feu Portatives (C.I.P.; Stalna međunarodna komisija za dokaz malog oružja) ukazuju na maksimalni pritisak od 230 MPa (33.000 psi). U zemljama koje C.I.P regulira svaka kombinacija pištolja/patrone mora biti dokazana na 130% ovog maksimalnog C.I.P. tlaka kako bi se potvrdila prodaja potrošačima.  
Zavod za proizvođače sportskog oružja i streljiva (SAAMI) postavio je maksimalni granični tlak za 10 mm Auto na 37.500 psi (259 MPa).  

## Performanse
S punim potencijalom, 10 mm Auto proizvodi energiju nešto višu od prosječnog .357 opterećenja Magnuma i ispod standardnih .41 Magnum krugova. Uložak ima veliku brzinu, što mu daje manje zakrivljeni put leta nakon ispaljivanja (koji se također naziva "ravan pucanje") u odnosu na ostale patrone s pištoljem. U svojim lakšim opterećenjima, .40 S&W je smanjena inačica 10mm uloška. Snažnija opterećenja mogu izjednačiti ili nadmašiti performanse .357 Magnuma i zadržati više kinetičke energije na 100 metara nego što je .45 ACP na njušci.
10 mm nadmašuje .40 S&W za 270–300 ft/s (82–91 m/s) za slične težine metaka pri korištenju raspoloživih opterećenja pune snage, za razliku od opterećenja razine 10 mm FBI koje se još uvijek nalaze u nekim katalozima streljiva. Do ovog rezultata dolazi s 10mm automatskog najvišeg SAAMI tlaka od 37.500 psi, za razliku od 37.500 psi (240 MPa) za .40 S&W, i veći kapacitet kućišta, koji omogućuje uporabu težih metaka i praha bez dima.

## Upotreba
10 mm Auto metak prodaje se za lov, obrambenu i taktičku upotrebu i jedan je od rijetkih poluautomatskih metaka bez rukava koji su u mnogim američkim državama legalni za lov na bjelorepe jelene. Metak čini rang najvećeg faktora snage u Međunarodnoj konfederaciji praktičkog streljaštva, čak i u lakšim opterećenjima.
Tim za spašavanje talaca (HRT) FBI-a, SWAT i razne druge redarstvene agencije u SAD-u i vani i dalje izdaju ili dozvoljavaju uporabu 10 mm metaka, uključujući: policijsku upravu Coconut Creek-a, policijsku upravu Plano, Glasgow, policijsku upravu Montana, policijsku upravu Weimar, i policijsku upravu za brzi tranzit (BART) na području San Francisca.
Danska je u vojnu uporabu izdala Glock 20 Slædepatruljen Sirius (Sirius Sljemenka Patrola) sa sjedištem u Daneborgu, na sjeveroistoku Grenlanda. Pištolji su izdvojeni kao obrana od polarnih medvjeda s kojima se jedinica susreće tijekom patroliranja.

## Sinonimi
- Centimetar[20]

## Galerija
- 10 mm Auto FMJ metak.
- 10 mm Auto FMJ metak, zadnja strana
- 10 mm Auto (lijevo) u usporedbi s 9 × 19 mm Parabellum (desno).
- Slijeva na desno: .357 SIG, 10 mm Auto, .40 S&W .
- Winchester Ammunition Black Talon 10 mm Auto SXT .
- Colt Delta Elite sa 12 grama crna Talon 10 mm Auto SXT streljiva.
- Kimber prilagođeni pištolj, 10 mm Auto
- 10 mm automatske JHP patrone unutar časopisa Dan Wesson Commander Classic Bobtail .